# سد هوا بین
سد هوا بین (به لاتین: Hòa Bình Dam) یک سد و نیروگاه برقابی در ویتنام است که در هوا بین واقع شده‌است.